# Ormosia melanocarpa
Ormosia melanocarpa là một loài thực vật có hoa trong họ Đậu. Loài này được Kleinhoonte miêu tả khoa học đầu tiên.